# بيث أليس
بيث أليس (بالإنجليزية: Beth Ellis)‏ (1874 - 1913)؛ روائية بريطانية.